# コーキー
Cocky(コーキー)は2001年にリリースされたアメリカのミュージシャン、キッド・ロックの7thアルバムである。アトランティック・レコードからリリースされたアルバムとしては3番目である。このアルバムは2000年11月にセリアック病の合併症で死去したキッドのアシスタントでハイプマンであったJoe C.にささげるため製作されたものである。

シェリル・クロウとのデュエットであるPicture (楽曲)が収録されている。2011年5月にはRIAAから5×プラチナレコードと認定され、さらに2013年12月にはアメリカにおける累計販売枚数が5,344,000枚となった。
| 専門評論家によるレビュー      | 専門評論家によるレビュー |
| 総スコア                      | 総スコア                 |
| 出典                          | 評価                     |
| ----------------------------- | ------------------------ |
| Metacritic                    | 57/100                   |
| レビュー・スコア              |                          |
| 出典                          | 評価                     |
| AllMusic                      | [ 2 ]                    |
| Entertainment Weekly          | B                        |
| The Guardian                  | [ 10 ]                   |
| NME                           | [ 11 ]                   |
| Rolling Stone                 | [ 12 ]                   |
| The Rolling Stone Album Guide | [ 13 ]                   |

## 曲目
1. Trucker Anthem
2. Forever
3. Lay It On Me
4. Cocky  
アメリカのプロレス団体WWEのPPV番組ロイヤルランブル2002の公式大会曲
5. What I Learned Out On The Road
6. I'm Wrong, But You Ain't Right
7. Lonely Road Of Faith  
アメリカのプロレス団体WWEの日本公演でのテーマ曲
8. You Never Met a Motherf*cker Quite Like Me
9. Picture featuring SHERYL CROW
10. I'm A Dog
11. Midnight Train To Memphis
12. Baby Come Home
13. Drunk In The Morning
14. Bonus Track: WCSR featuring SNOOP DOG